# Мукагалі Макатаєв
Мукагалі Макатаєв (каз.  Мұқағали Мақатаев; 9 лютого 1931 — 27 березня 1976) — казахський поет, письменник і перекладач.

## Життєпис
Мукагалі Макатаєв народився 9 лютого 1931 року в аулі Карасаз Наринкольського (суч. Райимбецький) району Алматинської області. У 1948—1949 роках він навчався на філологічному факультеті Казахського державного університету. У 1952—1969 роках працював вчителем російської мови в середній школі, диктором на Казахському Радіо, відповідальним секретарем газети «Советтік шекара» (Радянська кордон), літературним співробітником газет «Социалистік Қазақстан» (Соціалістичний Казахстан) і «Мәдениет және тұрмыс» (Культура і побут), журналу «Жұлдыз» (Зірка). У 1970 став членом Спілки письменників Казахстану. У 1973—1974 роках навчався в московському Інституті мистецтва і літератури.
Мукагалі Макатаєв почав друкуватися в 1948 році. Популярність йому принесла поема «Аппассіоната» (1962). Безліч поетичних збірок поета увійшли до золотого фонду казахської національної поезії. Багато віршів Макатаева покладені на музику. Він перевів на казахську мову сонети Вільяма Шекспіра (1970), вірші Волта Вітмена (1969), поему Данте Аліг'єрі «Божественна комедія» (1971) та інші.
Мукагалі Макатаєв помер 27 березня 1976 року в місті Алмати у віці 45 років. У 1999 році йому за збірку віршів «Аманат» урядом Казахстану була посмертно присуджена Державна премія Республіки Казахстан.